# Colonia el Quijay
Colonia el Quijay är en ort i Mexiko.   Den ligger i kommunen San Luis de la Paz och delstaten Guanajuato, i den centrala delen av landet, 250 km nordväst om huvudstaden Mexico City. Colonia el Quijay ligger 2 047 meter över havet och antalet invånare är 127.
Terrängen runt Colonia el Quijay är platt åt sydväst, men åt nordost är den kuperad. Runt Colonia el Quijay är det ganska tätbefolkat, med 52 invånare per kvadratkilometer. Närmaste större samhälle är San Luis de la Paz, 2,1 km norr om Colonia el Quijay. Trakten runt Colonia el Quijay består i huvudsak av gräsmarker.